# Ưu thế lai

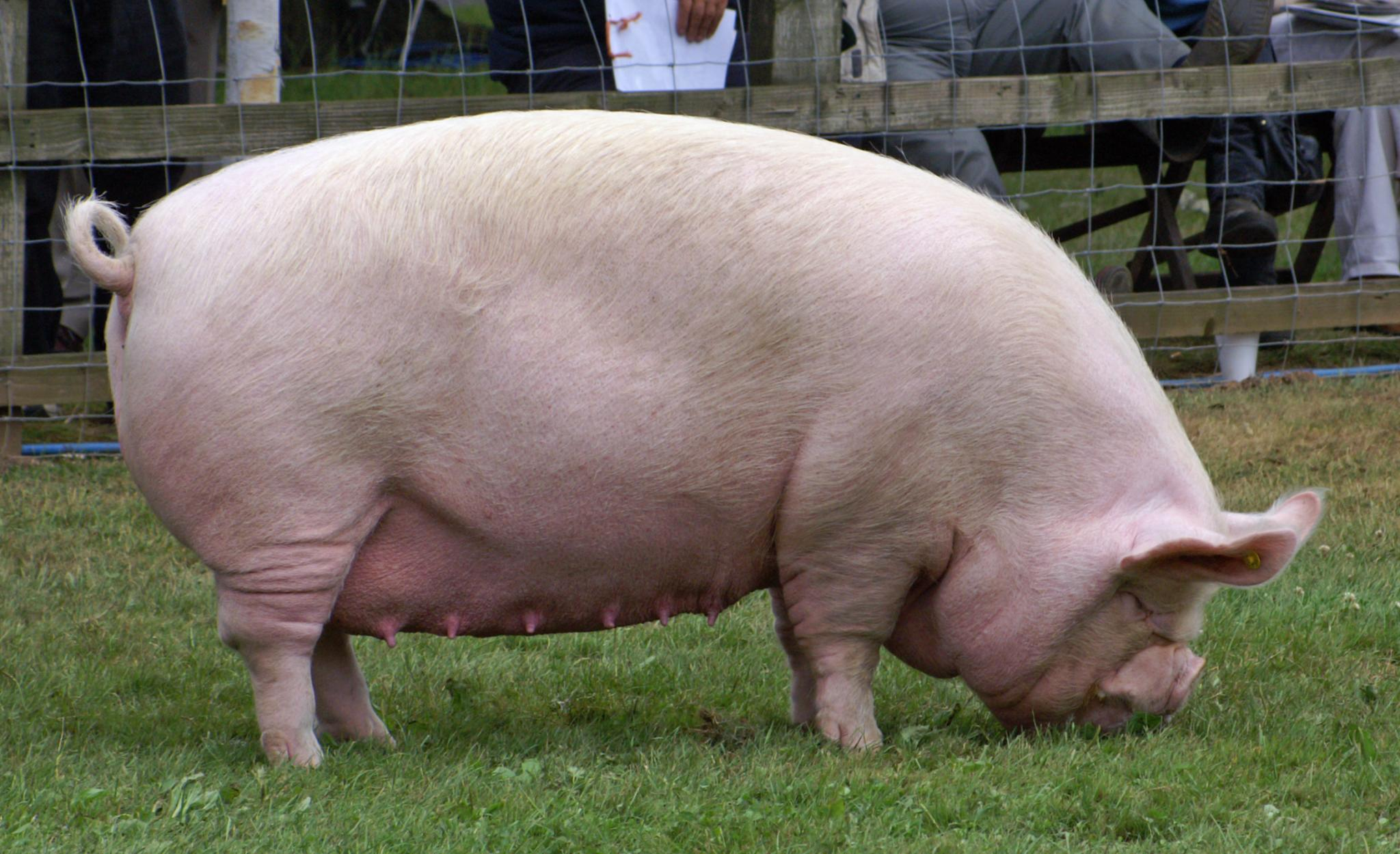
Một giống lợn cao sản của Anh

Ưu thế lai là hiện tượng cơ thể lai (thường là đời thứ nhất sau đời bố mẹ) xuất hiện những phẩm chất ưu tú, vượt trội so với bố mẹ, chẳng hạn như có sức sống cao hơn, sinh trưởng nhanh, phát triển mạnh, chống chịu bệnh tật tốt, năng suất cao, thích nghi tốt. Ưu thế lai biểu hiện trong lai khác thứ, lai khác dòng và rõ nhất là trong lai khác dòng. Ưu thế lai thường được biểu hiện cao nhất ở đời đầu rồi sau đó giảm dần do ở các thế hệ sau mức độ dị hợp giảm dần.
Để tạo ưu thế lai ở giống vật nuôi, chủ yếu người ta dùng phép lai kinh tế tạo ra giống thương phẩm. Để tạo ưu thế lai ờ thực vật (giống cây trồng), chủ yếu người ta dùng phương pháp lai khác dòng bằng cách tạo hai dòng tự thụ phấn rồi cho chúng giao phấn với nhau. Phương pháp này được sử dụng rộng rãi ở ngô, đã tạo được nhiều giống ngô lai có năng suất cao hơn từ 25-30% so với giống nền chẳng hạn như giống ngô Bai-oxide (Bioseed) 9698.

## Nguyên nhân và cách thức thực hiện ưu thế lai
Ưu thế lai có được do giả thuyết siêu trội, theo đó thể dị hợp về nhiều cặp gen khác nhau thì con lai có kiểu hình vượt trội về nhiều mặt so với dạng bố, mẹ ở dạng đồng hợp kể cả đồng hợp trội, do trong cơ thể dị hợp có sự tương tác giữa 2 alen khác nhau về chức phận trong cùng locus dẫn đến hiệu quả bổ trợ, mở rộng phạm vi biểu hiện kiểu hình. Các nhà chọn giống thường duy trì các dòng bố, mẹ và tạo ra các giống lai có ưu thế lai làm thương phẩm.
Để tạo ưu thế lai người ta tiến hành lai khác dòng gồm các bước như tạo dòng thuần chủng khác nhau bằng cách cho tự thụ phân bắt buộc qua 5-7 thế hệ như tạo dòng thuần sau đó lai các dòng thuần chủng với nhau để tìm tổ hợp lai có ưu thế lai cao. Tiến hành lai thuần, lai nghịch để tìm tổ hợp lai cho ưu thế lai, do ưu thế lai còn phụ thuộc vào đặc tính của tế bào chất. Trong một số trường hợp con lai khác dòng không có ưu thế lai nhưng nếu đem con lai này lai với dòng thứ ba thì đời con lại có ưu thế lai.

## Trêngiống bò
Ở Israel đã nuôi thành công bò Holstein thuần. Năng suất sữa bò Holstein của Israel hiện nay cao nhất thế giới, 10500 kg/305 ngày (Hà Lan khoảng 7900 kg). Vào khoảng những năm 1920- 1930 Israel nhập bò đực Friesian từ Hà Lan và Đức về để cải tạo bò địa phương. Năm 1947 nhập bò đực Holstein từ Canada cùng với bò đực con của chúng được sử dụng để gieo tinh nhân tạo. Từ 1950 đến 1962 nhập cả bò đực và bò cái Holstein từ Mỹ. Từ 1963 hầu như toàn bộ bò cái được gieo tinh với những bò đực Holstein sinh ra tại Israel gọi là đực giống địa phương. Từ 1955 bắt đầu đánh giá sức sản xuất sữa của đực giống qua đời sau. Ngày nay dấu vết bò địa phương không còn nữa mà sau 60 năm tạo giống bò sữa trong điều kiện nóng đã thành công một giống bò Hà lan Israel thích nghi với điều kiện stress nhiệt của khí hậu nóng.
Ở Việt Nam, đã sử dụng bò đực hoặc tinh của bò đực Holstein Fnesian (viết tắt là HF hay bò Hà Lan, hay bò Lang trắng đen) để phối giống cho đàn cái nền lai Sind tạo ra con lai đời 1 có 1/2 máu bò HF, gọi là F1 HF. Điểm nổi bật của con lai F1 HF này là năng suất sữa có thể đạt 2500– 3000 kg/chu kì 300 ngày, sinh sản tốt, thích nghi rộng với nhiều vùng khí hậu nóng ẩm, dễ nuôi, yêu cầu đầu tư kĩ thuật và quản lý thấp. Sau đó một lần nữa sử dụng tinh đực Hà Lan để phối cho cái F1 HF tạo ra con lai có 3/4 máu bò HF gọi là bò lai F2 HF tuy nhiên bò F2 chưa đáp ứng được mong muốn. Nhìn chung, Việt Nam đã tạo ra đàn cái lai 3 máu sản xuất sữa (bò Vàng Việt nam, bò Red Sindhi và bò Holstein Friesian). Con lai F1 và F2 HF được nuôi rộng rãi ở những vùng nóng (Miền Đông Nam Bộ) và đóng góp đến 90% tổng sản lượng sữa sản xuất trong nước. Giờ đây sản xuất sữa không còn bó hẹp vào đàn bò thuần HF số lượng nhỏ và chỉ nuôi được ở vùng cao nguyên.

## Trêngiống lợn

### Trên thế giới
Trên thế giới, việc sử dụng đực lai cuối cùng là rất phổ biến, các tổ hợp đực lai tổng hợp cuối cùng có ưu thế lai cao và hạ giá thành sản xuất con giống. Hiện nay, các dòng tổng hợp - đực lai cuối cùng được sử dụng rất phổ biến trên thế giới vì có ưu thế lai cao, giá thành sản xuất hạ. Tuy vậy, tùy theo nhu cầu, thị hiếu của người tiêu dùng ở các quốc gia khác nhau, việc sử dụng hệ thống lai thương phẩm cũng có sự khác biệt đáng kể giữa các khu vực hay giữa các quốc gia. Do tính chất thương mại và hiệu quả trước mắt của các công ty, hầu hết các tổ hợp lai đực cuối cùng an 
chỉ dừng lại ở việc sử dụng các tổ hợp lai làm đực cuối cùng trong công thức lai thương phẩm vì ưu thế lai cao nhất.
- Ở khu vực Bắc Mỹ, dòng đực P76 là một trong những dòng đực lai tổng hợp cuối cùng đầu tiên trên thế giới, được lai tạo bởi công ty Penarlan - Canada vào năm 1972. Đây là dòng đực tổng hợp đã được lai tạo và chọn lọc trong nhiều năm dựa trên nguồn gen Yorkshire và Duroc. Đặc điểm nổi bật của dòng đực lai này có tốc độ sinh trưởng nhanh, tỷ lệ nạc cao và diện tích thăn thịt lớn, công ty Penarlan tiếp tục phát triển dòng đực lai tổng hợp mới có tên là Huron (Duroc x Yorkshire) cho thị trường Bắc Mỹ và Nhật Bản chủ yếu dựa trên tỷ lệ mỡ giắt cao
- Ở châu Âu, công ty đã phát triển một số dòng đực cuối cùng cho các hệ thống lai thương phẩm ở các quốc gia châu Âu dựa trên các giống thuần hoặc lai giữa các giống Large White, Landrace và Pietrain. Trong đó nổi bật là một số dòng như TEMPO (LargeWhite thuần), TYPOR (lai giữa Pietrain và LargeWhite) và TOP PIE (Pietrain thuần). Dòng đực TEMPO (LargeWhite thuần) cho đời con có tính đồng nhất cao, lợn con khỏe mạnh, số con cai sữa tăng, sức đề kháng bệnh cao và chất lượng thịt cao. Dòng TYPOR có tốc độ sinh trưởng nhanh, tỷ lệ thịt xẻ, cơ bắp cao và chi phí thức

thấp. Trong khi đó dòng TOP PIE đáp ứng các yêu cầu về chất lượng thịt cao, thịt xẻ và cơ bắp nhiều, chất lượng thịt cực cao, tiêu tốn thức ăn thấp. Công ty Rattlerow Seghers Holding (Bỉ) đã chọn tạo dòng đực Pietrain trắng (khoảng 90% máu Pietrain và 10% máu LargeWhite) từ năm 1989 và đã sử dụng chúng như dòng đực cuối cùng trong hệ thống lai thương phẩm.

### ỞViệt Nam
Xu hướng các giống heo nội đang dần được thay thế bởi các giống heo ngoại cao sản, đặc biệt ở nhiều trại quy mô lớn có trình độ chăn nuôi thâm canh và đầu tư cao. Trong điều kiện sản xuất nông hộ ở nhiều vùng nông thôn Việt Nam, đại đa số nông dân nuôi con lai giữa nái địa phương và đực ngoại. Các giống heo nái nội có tầm vóc nhỏ bé, nhiều mỡ, ít nạc, nhưng có nhiều đặc tính ưu việt: Chịu kham khổ, dễ nuôi dưỡng, tận dụng tốt nguồn thức ăn địa phương, mắn đẻ, nuôi con khéo, đề kháng cao với bệnh tật và đặc biệt thích nghi với môi trường khí hậu. Trong khi đó các giống ngoại lớn nhanh cho nhiều nạc. Lai tạo giữa các giống heo nội với các giống heo ngoại sẽ kết hợp bổ sung những đặc tính tốt của cả hai giống. Con lai có tầm vóc cải thiện, tăng trọng cao và giữ được năng suất sinh sản tốt. Phải bảo tồn nguồn gen heo nội để nhân thuần cung cấp nái nền lai tạo với các giống ngoại nhập.
Lai kinh tế 3 hoặc 4 giống trong sản xuất lợn thịt đang ngày càng phổ biến trên thế giới vì bằng cách này ưu thế lai về sinh sản cũng như sinh trưởng được khai thác tối đa và tạo được sản phẩm đồng đều về chất lượng. Thông thường lợn nái bố mẹ được tạo lập từ 2 giống cơ bản là lợn Landrace và lợn Yorkshire gọi là lợn nái 2 máu LY. Lợn nái LY có nhiều ưu điểm vượt trội hơn như tốc độ tăng trọng cao, sức khoẻ tốt, dễ nuôi, đẻ nhiều hơn, nuôi con giỏi hơn. Mức độ vượt trội của lợn nái LY so với lợn thuần được gọi là ưu thế lai. Độ lớn ưu thế lai có khác nhau giữa các đàn nái LY do đặc điểm di truyền tạo lập nên ở các nhóm giống thuần Landrace và Yorkshire. Lợn thịt lai 4 giống DP(LY) sản xuất từ đực cuối CP709 tăng trọng nhanh hơn lợn thịt lai 3 giống D(LY) sản xuất từ đực cuối CP809, nhưng tỷ lệ móc hàm thấp hơn, mỡ lưng dày hơn nên tỷ lệ nạc so với trọng lượng sống giữa hai loại lợn thịt lai 3 giống và 4 giống tương đương nhau.
Lợn nái LY được cho giao phối với đực giống cuối để sản xuất lợn thịt thương phẩm. Tiêu chuẩn đối với lợn đực giống cuối là con lai của chúng sinh ra phải có tốc độ tăng trọng lớn, tỷ lệ nạc cao, và chất lượng thịt gon cũng như màu thịt nạc hấp dẫn. Các loại đực giống cuối đang được khuyến cáo hiện nay là lợn đực giống Duroc, hoặc lợn đực lai hai giống giữa Duroc và Pietrain (PD). Lợn thịt tạo ra từ mẹ LY với bố Duroc gọi là lợn thịt thương phẩm 3 giống, D (LY). Lợn thịt tạo ra từ mẹ LY với bố là PD gọi là lợn thịt thương phẩm 4 giống PD(LY). Cả hai phương pháp lai 3 giống hay 4 giống đều khai thác tối đa 100% ưu thế lai về khả năng sản xuất thịt ở thế hệ con lai. Lợn nái bố mẹ LY được sản xuất từ các đòng thuần Landrace và Yorkshire. Các dòng thuần Landrace và Yorkshire được chọn lọc qua nhiều năm dựa trên chỉ số tổng hợp các giá trị di truyền về số con sinh ra còn sống, tăng trọng gram/ngày và tỷ lệ nạc.
Để giải quyết tốt về chất lượng con giống lợn nái đáp ứng được nhu cầu chăn nuôi sản xuất hàng hóa, mô hình ứng dụng tiến bộ kỹ thuật nuôi lợn nái dòng VCN21, VCN22 nhằm tăng năng suất, chất lượng thịt. Dòng lợn bố mẹ VCN21, VCN22 được tạo từ các dòng lợn cụ kỵ có nguồn gốc PIC như VCN01, VCN02, VCN 04 và VCN05 được sử dụng làm nguyên liệu để sản xuất ra lợn cái ông bà VCN11; VCN 12 (C1050; C1230 cũ); 2 dòng này được phối với VCN03 (Lợn Duroc) từ đó sản xuất ra lợn cái bố mẹ VCN 21; VCN 22 (CA và C22 cũ) và được phối với dòng đực VCN23 (402 cũ) để tạo ra đàn lợn thương phẩm 4 và 5 dòng.Đây chính là kết quả của việc sử dụng ưu thế lai trong việc tạo ra con thương phẩm 4 và 5 dòng có năng suất và chất lượng cao, khả năng tăng trọng nhanh, tỉ lệ nạc cao và tiêu tốn thức ăn thấp, đáp ứng được nhu cầu thị trường hiện nay.
Hai dòng lợn nái này được tạo ra từ các giống lợn ngoại cao sản như lợn Yorshike, lợn Landrace, lợn Meishan, lợn Duroc, lợn Peitrain nên về bản chất nó mang hoàn toàn máu lợn ngoại. Do đó, về đặc điểm ngoại hình chúng thuộc loại hình hướng nạc-mỡ, độ dài mình vừa phải, trán rộng, tai to mỏng, màu lông da trắng tuyền, thể chất tương đối khoẻ mạnh và thích nghi khá tốt với điều kiện khí hậu Việt Nam. Đàn lợn thương phẩm tạo ra có khả năng tiêu tốn thức ăn thấp (dưới 2,5 kg), tăng trọng cơ thể nhanh (trên 750g/ngày) và khả năng chống chịu bệnh tật tốt, tỷ lệ nạc cao (trên 60%), giá thành sản phẩm hạ và đem lại hiệu quả kinh tế cho người chăn nuôi. Về khả năng sinh trưởng, phát dục của lợn cái hậu bị dòng VCN21, VCN22 cho thấy: tuổi động dục lần đầu của lợn cái hậu bị dòng VCN21 là 230,6 ngày; dòng VCN22 là 228,3 ngày; tuổi phối giống lần đầu lần lượt là 254,9 và 251,7 ngày. Tuổi đẻ lứa đầu của dòng VCN22 là 366,6 ngày sớm hơn dòng VCN21 là 369,2 ngày.
Dòng VCN22 là dòng mang nguồn gen của dòng mẹ L95 (Lợn Meishan tổng hợp) nên có tuổi phối giống lần đầu và tuổi đẻ lứa đầu sớm hơn dòng VCN21 mang nguồn gen của dòng mẹ L06 (Landrace). Kết quả về năng suất sinh sản của hai dòng lợn nái ngoại bố mẹ VCN21, VCN22 ở lứa 1 cho thấy số con sơ sinh/ổ của lợn nái dòng VCN21 là 10,7 con thấp hơn dòng VCN22 là 11 con. Số con sơ sinh sống/ổ của lợn nái dòng VCN21, VCN22 lần lượt là 9,93 và 10,2 con/ổ. Kết quả theo dõi về tiêu tốn thức ăn của lợn nái ngoại bố mẹ dòng VCN21, VCN22 cho thấy: tiêu tốn thức ăn/kg lợn con cai sữa ở hai dòng VCN21, VCN22 lần lượt là 5,66 kg và 5,88 kg. Mức tiêu tốn thức ăn/kg lợn con cai sữa của dòng VCN21 giảm 0,22 kg so với dòng VCN22, song mức chênh lệch này không nhiều. Trong các giai đoạn của quá trình nuôi, lượng thức ăn tiêu thụ của dòng VCN22 cũng đều cao hơn dòng VCN21.
Đánh giá khả năng sinh trưởng của lợn thương phẩm tạo ra từ 2 dòng nái VCN21, VCN22 phối với đực giống Pi4 cho kết quả khả quan. Con lai của dòng VCN21 ở 166 ngày đạt khối lượng 99,4 kg; dòng VCN22 là 164 ngày đạt khối lượng 94,37 kg. Lợn lai dòng VCN21 có khả năng sinh trưởng cao hơn con lai của dòng VCN22, thể hiện rõ ở chỉ tiêu tăng trọng của con lai dòng VCN21 là 765,15 gram/ngày, của con lai dòng VCN22 là 728,35 gram/ngày. Mức sinh trưởng của con lai dòng VCN21 và VCN22 là tương đối tốt. Về tiêu tốn thức ăn/kg tăng khối lượng lợn con từ cai sữa đến 60 ngày tuổi của hai dòng VCN21 là 1,34 kg thức ăn/kg tăng khối lượng, dòng VCN22 là 1,39 kg thức ăn/kg tăng khối lượng. Năng suất sinh sản của lợn nái và khả năng sinh trưởng của lợn thương phẩm tạo ra từ lợn nái VCN21, VCN22, đưa lợn nái ngoại dòng VCN21, VCN22 vào cơ cấu để lai tạo tạo ra đàn lợn thương phẩm có năng suất, chất lượng cao, chất lượng thịt tốt, đem lại hiệu quả kinh tế

## Trêngiống gà
Sử dụng con trống là gà chọi phối với con mái TP1 tạo con giống lai chọi có khả năng sinh trưởng, phát triển tốt, chất lượng thịt đáp ứng đúng nhu cầu của thị trường về gà thịt, đem lại hiệu quả cao cho người chăn nuôi, gà TP có khả năng thích nghi cao với điều kiện khí hậu, tận dụng được thức ăn tại chỗ, gà TP có độ đồng đều cao, đẻ tốt và kéo dài, giống gà lông màu TP bước đầu phù hợp với điều kiện tự nhiên, tập quán chăn nuôi gà của các hộ nông dân theo cả hai phương thức trang trại và hộ gia đình Hiệu quả nuôi gà thương phẩm TP lông màu sinh sản có khả năng sinh sản tốt, cao hơn so với các giống gà lông màu khác. Gà TP là giống gà lông màu có năng suất, chất lượng cao.
Những giống gà lông màu hiện nay ở Việt Nam gồm 4 dòng gà thịt lông màu TP1, TP2, TP3 và TP4 và 2 dòng gà lông màu hướng trứng HA1 và HA2. 
- Dòng trống TP4: Lông màu nâu cánh gián, mào to đỏ dựng, chân màu vàng, khối lượng cơ thể 56 ngày tuổi đạt 2,2-2,3 kg. Gà TP4 có khối lượng cơ thể lúc 20 tuần tuổi đạt 2,2 - 3,1 kg/con, năng suất trứng đạt 160-165 quả/năm, dòng gà trống TP4 có tốc độ sinh trưởng nhanh, khối lượng cơ thể lúc 24 tuần tuổi con trống đạt 3-3,2 kg/con
- Dòng mái TP1: Lông màu vàng nâu nhạt xám tro cườm cổ, năng suất trứng đạt 175-178 quả/mái/năm. Gà mái TP1 có khả năng sinh sản tốt, tỷ lệ đẻ đạt cao trên 70% được kéo dài nhiều so với các giống gà lông màu khác. Gà TP1 có khối lượng cơ thể lúc 20 tuần tuổi đạt 2,2 - 2,9 kg/con, năng suất trứng đạt 177-180 quả/năm.
- Dòng mái TP2: Lông màu vàng xám tro, cườm cổ, năng suất trứng đạt 170-172 quả/mái/năm.
- Dòng mái TP3: Lông màu nâu xám tro, cườm cổ, năng suất trứng đạt 179-183 quả/mái/năm.

Cả bốn dòng gà hướng thịt đã ổn định về kiểu hình. Tỷ lệ nuôi sống: Các dòng gà đều đạt cao qua hai thế hệ: 96,04-97,65% giai đoạn gà con 0 - 8 tuần tuổi; giai đoạn gà dò hậu bị đạt 95,38-96,32% đối với gà trống và 97,21-97,86% đối với gà mái. Các công thức lai nuôi thương phẩm 2 máu TP43, TP42 và TP41; gà thương phẩm 3 máu TP412; TP421 là TBKT và cho phép sản xuất thử 4 dòng gà TP4, TP3, TP2 và TP1. Còn 3 dòng mái TP1, TP2, TP3 có năng suất trứng/mái/68 tuần tuổi đạt từ 177,79-183,89 quả, cao hơn gà lông màu Trung Quốc 8-10 quả. Còn đối với 2 dòng gà hướng trứng HA1, HA2, có năng suất trứng/mái/74 tuần tuổi đạt 238,81-235,88 quả. Hai dòng gà HA1, HA2 đã dần thay thế giống gà Ai Cập bởi năng suất cao hơn năng suất trứng của gà Ai Cập 23-28 quả, tỷ lệ nở/tổng trứng cũng cao hơn 18-20 con
Lai giữa các dòng (TP4 x TP3; TP4 x TP1 và TP4 x TP2) để tạo con thương phẩm: Gà có lông màu vàng, nâu vàng có sọc đen đặc trưng của gà chăn thả. Chân, mỏ, da màu vàng, phù hợp với thị hiếu của người tiêu dùng. Trên đàn thương phẩm 3 máu cho thấy đặc điểm ngoại hình: gà lai thương phẩm có màu lông đa dạng màu vàng, nâu đốm đen ở đuôi và cánh. Mào đơn, chân, mỏ, da màu vàng. Tỷ lệ nuôi sống của gà lai ở 9 tuần tuổi đạt cao: 98%, cao hơn gà TP4, ưu thế lai về tỷ lệ nuôi sống so với trung bình bố mẹ là 1,03%. Kết hợp giữa con trồng TP4 và con mái TP1 tạo con giống nuôi thương phẩm TP41 có lông màu đa dạng, tốc độ sinh trưởng nhanh, khối lượng cơ thể đến 9 tuần tuổi đạt 2,4 kg (cao hơn gà lông màu hiện nay 150-250 gam/con).
Khả năng sinh trưởng, đến 9 tuần tuổi khối lượng cơ thể của gà lai 3 máu TP412: 2.420,33g; gà lai TP421: 2.438,67g tương đương với gà TP4 (2.453,33g) và cao hơn gà TP12 và TP21, ưu thế lai về khối lượng cơ thể so với trung bình bố mẹ là: 3,88% và 4,08%. Tiêu tốn thức ăn: Kết thúc 9 tuần tuổi tiêu tốn thức ăn/kg tăng khối lượng cơ thể của gà lai TP412: 2,38 kg; gà lai TP421: 2,37 kg tương đương với gà TP4: 2,35 kg và thấp hơn gà TP12 và gà TP21 (2,51-2,55 kg), ưu thế lai so với trung bình bố mẹ là -2,86% và -2,47%.
Giống gà TP lông màu được người nuôi ưa chuộng nên trứng gà TP rất dễ tiêu thụ, giống gà TP có ưu điểm là gà phát triển khỏe mạnh, dễ chăm sóc, tỷ lệ gà đẻ trứng cao, trứng gà dễ bán và được giá. Gà TP có tỷ lệ nuôi sống giai đoạn từ 0-6 tuần tuổi đạt trên 90%; Năng suất trứng/mái của gà TP lúc 40 tuần đẻ đạt 165-166 quả; tỷ lệ phôi đạt 96%; tỷ lệ trứng nở đạt 81%. Gà nuôi tập trung, sử dụng khẩu phần thức ăn hỗn hợp hoàn chỉnh của các công ty có tỷ lệ tiêu tốn thức ăn là 2,6 kg/10 trứng. Nếu nuôi tập trung, sử dụng khẩu phần thức ăn phối trộn đậm đặc với nguồn thức ăn sẵn có ở địa phương (như ngô, thóc), tỷ lệ tiêu tốn thức ăn là 2,7 kg/10 trứng song cho hiệu quả kinh tế cao hơn
Gà TP thương phẩm sử dụng thức ăn đậm đặc phối trộn với nguyên liệu địa phương cho hiệu quả cao hơn khẩu phần sử dụng thức ăn cám thẳng. Khối lượng cơ thể lúc 9 tuần tuổi đạt 2,3 kg. Hai dòng gà lông màu TP4 (gà trống) và TP1 (gà mái) được chọn tạo thành công, đây là những dòng gà lông màu hướng thịt mới mang nhiều tính ưu việt: khả năng kháng bệnh cao, thích nghi với nhiều vùng sinh thái, chịu nóng tốt, chất lượng thịt thơm ngon, phù hợp với thị hiếu người tiêu dùng. Gà mái TP1 có đặc điểm lông màu vàng xám tro đốm đen, có cườm cổ, da và chân màu vàng. Năng suất trứng đạt 179-182 quả/mái/năm và cao hơn gà Lương Phượng từ 9-12 quả.